# Бейлис, Виктор Александрович
Виктор Александрович Бейлис (род. 10 марта 1943, Байрамали) — советский и российский филолог, этнограф-африканист, писатель и переводчик. Кандидат филологических наук

## Биография
Родился 10 марта 1943 года в Байрамали, куда был эвакуирован Одесский университет, где работали его родители: отец — историк, мать — биолог.
До 1961 жил с родителями во Львове. 
Окончил Институт восточных языков при МГУ имени М. В. Ломоносова.
В 1970—1992 годах работал в ИНИОН.
С 1992 живёт в Германии, преподает во Франкфуртском университете.
Переводил африканский фольклор, зарубежные работы по африканистике (В.Тёрнер и др.).
Высказывался: "В чем в России никогда не было недостатка, так это в замечательных ученых, несмотря на то что во все времена свободная мысль притеснялась, а интеллектуалы изничтожались..."

## Научные труды
- Воле Шойинка. М.: Наука, 1977
- Ислам и традиционные религии в Тропической Африке. М.: ИНИОН, 1983
- Динамика социокультурных структур в Африке. М.: ИНИОН, 1985
- Традиция в современных культурах Африки. М.: Наука, 1986
- Сын ветра: Сказки Центр. и Юж. Африки/ Сост. и вступ. ст. В. А. Бейлиса. М.: Художественная литература, 1989

## Проза
- Реабилитация Фрейда — Бахтин и другие — Завтрак на пленэре — Актеон. М.: Русслит,1992 (англ. пер. — The rehabilitation of Freud; Bakhtin and others: two novellas. New York: Other Press, 2002)
- Смерть прототипа, или Портрет: Роман. М.: Глас, 2005